# 1539
Відродження •  Реформація •  Доба великих географічних відкриттів •  Ганза

## Геополітична ситуація
Османську державу очолює Сулейман I Пишний (до 1566). Імператором Священної Римської імперії є Карл V Габсбург (до 1555). У Франції королює Франциск I (до 1547).
Середню частину Апеннінського півострова займає Папська область. Неаполітанське королівство на півдні захопила Іспанія. Венеційська республіка залишається незалежною, Флорентійське герцогство, Генуя та герцогство Міланське входять до складу Священної Римської імперії.
Іспанським королівством править Карл I (до 1555). В Португалії королює Жуан III Благочестивий (до 1557).
Генріх VIII є королем Англії (до 1547). Королем Данії та Норвегії — Кристіан III (до 1559). Королем Швеції — Густав I Ваза (до 1560). Королем частини Угорщини та Богемії є римський король Фердинанд I Габсбург (до 1564). На більшій частині Угорщини править Янош Запольяї як васал турецького султана. У Польщі королює Сигізмунд I Старий (до 1548), він же залишається князем Великого князівства Литовського.
Галичина входить до складу Польщі. Волинь належить Великому князівству Литовському. Московське князівство очолює Іван IV (до 1575).
На заході євразійських степів існують Казанське ханство, Кримське ханство, Астраханське ханство, Ногайська орда. Єгипет захопили турки. Шахом Ірану є сефевід Тахмасп I.
У Китаї править династія Мін. Значними державами Індостану є Імперія Великих Моголів, Біджапурський султанат, Віджаянагара. В Японії триває період Муроматі.
Триває підкорення Америки європейцями. На завойованих землях ацтеків існує віцекоролівство Нова Іспанія.

## Події
- Макарій Тучапський очолив віндновлену Гальцьку єпархію у Львові.
- 10 серпня король Франції Франциск I віддав Ордонанс Вілле-Котре, що наказував складати всі офіційні документи французькою мовою, а не латиною, як це робилося досі.
- Парламент Англії затвердив «Шість статей», що відновлювали дію деяких католицьких доктрин в Англії.
- В Ісландії насильно впроваджено лютеранство попри спротив єпископа Йона Арасона.
- Побачило світ перше видання кальвіністського «Женевського псалтиру».
- Відбулися бунти робітників у Ліоні та Генті.
- Перша друкарня в Новому світі (Мехіко).
- Гуру Ангад Дев став другим після Нанака духовним лідером сикхів.
- Шер Шах Сурі завдав поразки правителю моголів Хумаюну й підпорядкував собі північ Індії.
- 3 червня конкістадор Ернандо де Сото оголосив Флориду іспанською власністю.

## Народились
Докладніше: Народилися 1539 року
- 5 серпня — Гемфрі Гілберт, англійський військовий і мореплавець

## Померли
Докладніше: Померли 1539 року